# Артур Еддінгтон
Сер Артур Стенлі Еддінгтон (англ. sir Arthur Stanley Eddington; 28 грудня 1882, Кендал, Вестморленд (нині Камбрія), Велика Британія — 22 листопада 1944, Кембридж, Велика Британія) — англійський астроном і фізик, член Лондонського королівського товариства (1914).

## Життєпис
Народився в Кендалі (Вестморленд). У 1898—1902 навчався в Овенс-коледжі, 1905 року закінчив Триніті-коледж Кембриджського університету. У 1906—1913 працював старшим асистентом Гринвіцької обсерваторії; з 1914 — директор обсерваторії Кембриджського університету. Професор астрономії (1913—1944).
Отримав ряд важливих результатів у таких галузях астрофізики, як внутрішня будова зір і будова їх атмосфер, пульсації зір, стан міжзоряної матерії, рух і розподіл зір у Галактиці. Зробив суттєвий внесок в інтерпретацію й розробку теорії відносності Ейнштейна, в космологію. Ранні роботи (1906—1914) присвячено проблемам зоряних рухів і розподілу зір. Виконав статистичний аналіз власних рухів зір, що підтвердив існування двох потоків зір, оцінив їх спрямування й чисельність. Вивчив просторовий розподіл зір різних спектральних класів, планетарних і газових туманностей, розсіяних скупчень. Ці роботи було підсумовано ним в опублікованій 1914 року книзі «Рухи зір і будова Всесвіту». У наступні роки виконав піонерські дослідження з теорії внутрішньої будови зірок. У них він ґрунтувався на уявленні, що перенесення енергії з внутрішніх областей зірки в зовнішні здійснюється здебільшого випромінюванням, а не конвекцією. Розробив модель зорі (стандартна модель Еддінгтона), механічна рівновага якої визначається балансом між силою тяжіння і газовим та променистим тиском. 1924 року на її основі дав теоретичну інтерпретацію співвідношення маса — світність. Розрахував верхню теоретичну межу маси зорі на основі розробленої ним теорії променистого тиску в надрах зір. Показав існування обумовленої тиском випромінювання в зовнішніх шарах зірки граничної світності у зір заданої маси. Вперше вказав на важливість того факту, що речовина в зорях майже повністю іонізована. З цього випливало, що її можна розглядати як ідеальний газ, до того ж не лише в гігантах, що мають низьку густину, а й у карликах. Розрахував діаметри деяких червоних гігантів, згодом підтверджені інтерферометричними вимірами Ф. Г. Піза і Дж. Андерсона. З подібних розрахунків для карликового супутника Сіріуса отримав оцінку його густини (50 000 г/см3). Виявлення такої високої густини в зорях послужило поштовхом для розвитку фізики надщільного газу. Виконав розрахунки центральної температури та густини інших типів зір. 1926 року було опубліковано одну з найважливіших праць Еддінгтона — «Внутрішня будова зір». У книзі узагальнено всі дослідження з цього питання та позначено шляхи подальшого розвитку теорії.
Протягом багатьох років кілька разів звертався до проблем фізики пульсуючих зір. У 1918—1919 опублікував дві роботи, присвячені проблемі пульсацій, які висунули пульсаційну гіпотезу в розряд найважливіших теорій зоряної змінності; таким чином було остаточно відкинуто гіпотезу подвійності, залученої для пояснення змінності цефеїд. Розглянув теорію адіабатичних пульсацій газової зірки, що має заданий розподіл густини, і розв'язав рівняння, які описують пульсації найбільшого періоду у разі стандартної моделі. 1941 року усунув одну з труднощів, що залишалися в теорії пульсацій, — довів, що розсіювання енергії в поверхневих шарах внаслідок теплопровідності, випромінювання і конвекції має викликати спостережуваний зсув фази між кривими блиску й променевих швидкостей.
Дослідив важливі питання фізики зоряних атмосфер. Розвинув теорію утворення ліній поглинання, продовживши роботи А.Шустера і К.Шварцшильда. Одночасно з Е. А. Мілном запропонував модель їхнього утворення, яка враховує той факт, що лінії й неперервний спектр формуються спільно, в одних і тих же шарах (модель Мілна — Еддінгтона). Теорія Еддінгтона дозволила пояснити багато особливостей спостережуваних інтенсивностей ліній. 1926 року вперше переконливо довів, що вузькі стаціонарні лінії іонізованого кальцію в спектрах деяких гарячих зір мають міжзоряну природу і виникають у газі, не пов'язаному із зорею, у міжзоряних хмарах. Досліджував склад і фізичні характеристики міжзоряної речовини, розрахував її температуру та густину. Вказав на можливість наближеної оцінки відстані до зір за інтенсивністю міжзоряних ліній поглинання в їх спектрі.
Еддінгтон одним з перших усвідомив значення й революційний характер теорії відносності. За словами А.Ейнштейна, Еддінгтон був найкращим інтерпретатором загальної теорії відносності. Він здійснив першу експериментальну перевірку одного з передбачень цієї теорії — під час повного затемнення Сонця 1919 року виявив відхилення променів світла зір у полі тяжіння Сонця. 
За словами Стівен Гокінга, за життя Еддінгтона мав місце один непересічний епізод:
|                                | Подейкують,що на початку 1920-х років один журналіст сказав Еддінгтону, що чув, ніби загальну теорію відносності розуміють лише троє людей у світі. Еддінгтон на це відповів: «Не здогадуюся, хто третій». |
| — Стівен Гокінг, Теорія всього | |

В останні роки життя багато працював над створенням теорії, яка об'єднала б квантову фізику й теорію відносності. Нова теорія, названа ним фундаментальною, мала пояснити фізичну картину світу з єдиного погляду, і з неї, зокрема, мали бути отримані, як логічно неминучі, значення світових сталих. Труднощі у вирішенні такого завдання були величезні, багато явищ ядерної фізики в той час не були ще відомі і багато елементарних частинок не було відкрито. Ці роботи Еддінгтона залишилися незавершеними і були зібрані в опублікованій 1946 р. за редакцією Е. Т. Уїттекер книзі «Фундаментальна теорія».
Член багатьох академій наук і наукових товариств, іноземний член-кореспондент АН СРСР (1923), президент Лондонського королівського астрономічного товариства (1921—1923), Лондонського фізичного товариства (1930—1932), Міжнародного астрономічного союзу (1938—1944).
Лондонське королівське астрономічне товариство заснувало щорічну медаль Еддінгтона за праці в галузі астрофізики.

## Відзнаки і вшанування
Громадські посади
- голова Національного комітету миру 1941—1943
- президент Міжнародного астрономічного союзу; Фізичного товариства, 1930–32; Королівського астрономічного товариства, 1921–23

Нагороди
- Премія Сміта (1907)
- Медаль Кетрін Брюс (1924)
- Медаль Генрі Дрейпера (1924)
- Золота медаль Королівського астрономічного товариства (1924)
- Бейкерівська лекція (1926)
- Королівська медаль (1928)
- Лицарство (1930)
- Орден Заслуг (1938)

Названо на його честь
- Місячний кратер
- астероїд 2761 Eddington
- Медаль Королівського астрономічного товариства
- місія Еддінгтона, нині скасована
- Вежа Еддінгтона в університеті Ессекса

У популярній культурі
- У 2008 вийшов телефільм "Ейнштейн і Еддінґтон"[8]. Еддінґтона зіграв Девід Теннант
- Пам'яти Еддінґтона присвячено вірш Ніла Ґеймана "In transit" ("В дорозі")[9]